# Калемьо
Калемьо́ (бирм. ကလေးမြို့) — город на северо-западе Мьянмы, на территории административного округа Сикайн. Административный центр одноимённого района.

## Географическое положение
Город находится в юго-западной части провинции, к западу от реки Мьитта, на расстоянии приблизительно 430 километров к северо-западу от столицы страны Нейпьидо. Абсолютная высота — 101 метр над уровнем моря.

## Население
По данным официальной переписи 1983 года численность населения составляла 52 628 человек.
Динамика численности населения города по годам:
| 1983   | 2013    |
| ------ | ------- |
| 52 628 | 251 590 |

В национальном составе преобладают бирманцы и чины. В религиозном — буддисты и христиане.

## Экономика и транспорт
Ведущей отраслью экономики города является сельское хозяйство. Осуществляется трансграничная торговля с Индией.
На территории Калемьо расположен аэропорт (ICAO: VYKL, IATA: KMV).